# Vincenzo Tondo
Vincenzo Tondo (Corato, 10 marzo 1937) è un ex tiratore a segno italiano.

## Biografia
Nato nel 1937 a Corato, in provincia di Bari, a 39 anni ha partecipato ai Giochi olimpici di Montréal 1976, nella pistola 50 metri, terminando 6º con 559 punti. Nello stesso anno ha vinto l'argento agli Europei di Parigi, nella pistola 10 metri aria compressa, chiudendo dietro al tedesco orientale Harald Vollmar.
Sempre agli Europei, nella stessa gara, ha conquistato due bronzi, a Copenaghen 1978 e Atene 1981.
A 47 anni è stato invece campione europeo nella pistola 10 metri aria compressa a Budapest e ha preso parte di nuovo alle Olimpiadi, quelle di Los Angeles 1984, sempre nella pistola 50 metri, arrivando 5º con il punteggio di 560.
L'anno successivo ha vinto la sua quinta medaglia europea, un argento nella pistola 10 metri aria compressa a Varna 1985, dove ha terminato dietro al tedesco occidentale Klaus Adamek.
A 51 anni ha partecipato ai suoi terzi Giochi, Seul 1988, nella pistola 10 metri aria compressa, chiudendo 43º con 559 punti. Nell'occasione è stato l'atleta più anziano della spedizione azzurra alle Olimpiadi sudcoreane.

## Palmarès

### Campionati europei
- 5 medaglie:
  - 1 oro (Pistola 10 metri aria compressa a Budapest 1984)
  - 2 argenti (Pistola 10 metri aria compressa a Parigi 1976, pistola 10 metri aria compressa a Varna 1985)
  - 2 bronzi (Pistola 10 metri aria compressa a Copenaghen 1978, pistola 10 metri aria compressa ad Atene 1981)